# Galatski stolp (stari)
Stari galatski stolp (grško: Megalos pyrgos – Veliki stolp) je bil stolp, ki je stal znotraj citadele Galata na severni obali Zlatega roga v Konstantinoplu. V stolpu je bil severni konec masivne verige, ki je bila napeta preko vhoda v Zlati rog in je preprečevala sovražnim ladjam vstop v pristanišče. V stolpu je bil mehanizem za dvigovanje in spuščanje verige.
Večino stolpa so uničili križarji med obleganjem Konstantinopla med četrto križarsko vojno leta 1204, kar jim je omogočilo vstop v pristanišče in napad na mesto z morja, kjer je bilo obzidje laže dostopno.
Stari galatski stolp nima nobene zveze z novim galatskim stolpom, ki še vedno stoji. Zgradili so ga Genovežani leta 1348 na najbolj severni in najvišji točki galatske citadele. Imenovali so ga Christea turris (Kristusov stolp), Bizantinci pa so tudi novi stolp imenovali Megalos pyrgos (Veliki stolp).